# Warren Kealoha
Warren Kealoha (n. 3 martie 1903, Territory of Hawaii⁠(d), SUA – d. 8 septembrie 1972, Hawaii, SUA) a fost un înotător american, medaliat olimpic. A participat la 2 ediții ale Jocurilor Olimpice (1920, 1924) în care a câștigat 4 medalii de aur.